# Type 345 (РЛС)
Type 345 (MR35) — китайская РЛС управления стрельбой, используемая в ЗРК малой дальности HQ-7. Система установлена на многих современных и модернизированных китайских кораблях.
Прототипом РЛС Type 345 является, по всей видимости, РЛС управления огнем Thomson-CSF Castor CTM (Conduite de Tir Multisensor), которая представляет собой радар Castor II/J с отдельной инфракрасной камеры (Piraña) и телевизионной системой сопровождения.
РЛС использует передатчик с лампой бегущей волны и антенной Кассегрена. Используется сжатие импульса (длительность импульса 7,5 мкс) и импульсно-доплеровская обработка (первая слепая зона 1000 м/с). РЛС обнаруживает противокорабельную ракету на расстоянии 18 км, истребитель — 30 км, диапазон сопровождения цели — от 350 м до 30 км.

## Спецификации
- Системы: РЛС+ комплексная инфракрасная система сопровождения;
- Радиодиапазон: Ku;
- ИК диапазон: 3~5 мкм и 8~12 мкм;
- Дальность обнаружения: 30 км для самолета с ЭПР 2 м2 ; 15 км для низколетящей цели;
- Ширина радиолуча: 1,2°
- Поле зрение ИК: 1,3° Х 1,0°
- Отслеживание охвата: 360° (Азимут); −30°…85° (Эл)
- Радар сопровождения:
  - Диапазон: Ku
  - Поляризация: горизонтальная
  - Тип антенны: антенна Кассегрена
- ИК система сопровождения:
  - Диапазон: 3~5 мкм
  - Разрешение: 320х240 пикселей
  - Поле зрения: 1,3° Х 1°
- Передатчик
  - Коэффициент усиления антенны: 21 дБ
  - Ширина луча: широкий — 20°, узкий — 3°
- Температура окружающей среды
  - Антенна: −25…+70 °С
- Питание
  - 115 в/50 Гц 3-фазный переменный ток: 5 кВт
  - 115 в/400 Гц 3-фазный переменный ток: 1 кВт